# Dermestes kafkai
Dermestes kafkai is een keversoort uit de familie spektorren (Dermestidae). De wetenschappelijke naam van de soort werd in 1999 gepubliceerd door Háva & Kalík.